# Kiran Baroh
Kiran Baroh is een bestuurslaag in het regentschap Pidie Jaya van de provincie Atjeh, Indonesië. Kiran Baroh telt 649 inwoners (volkstelling 2010).